# Neuseeländischer Langflossenaal

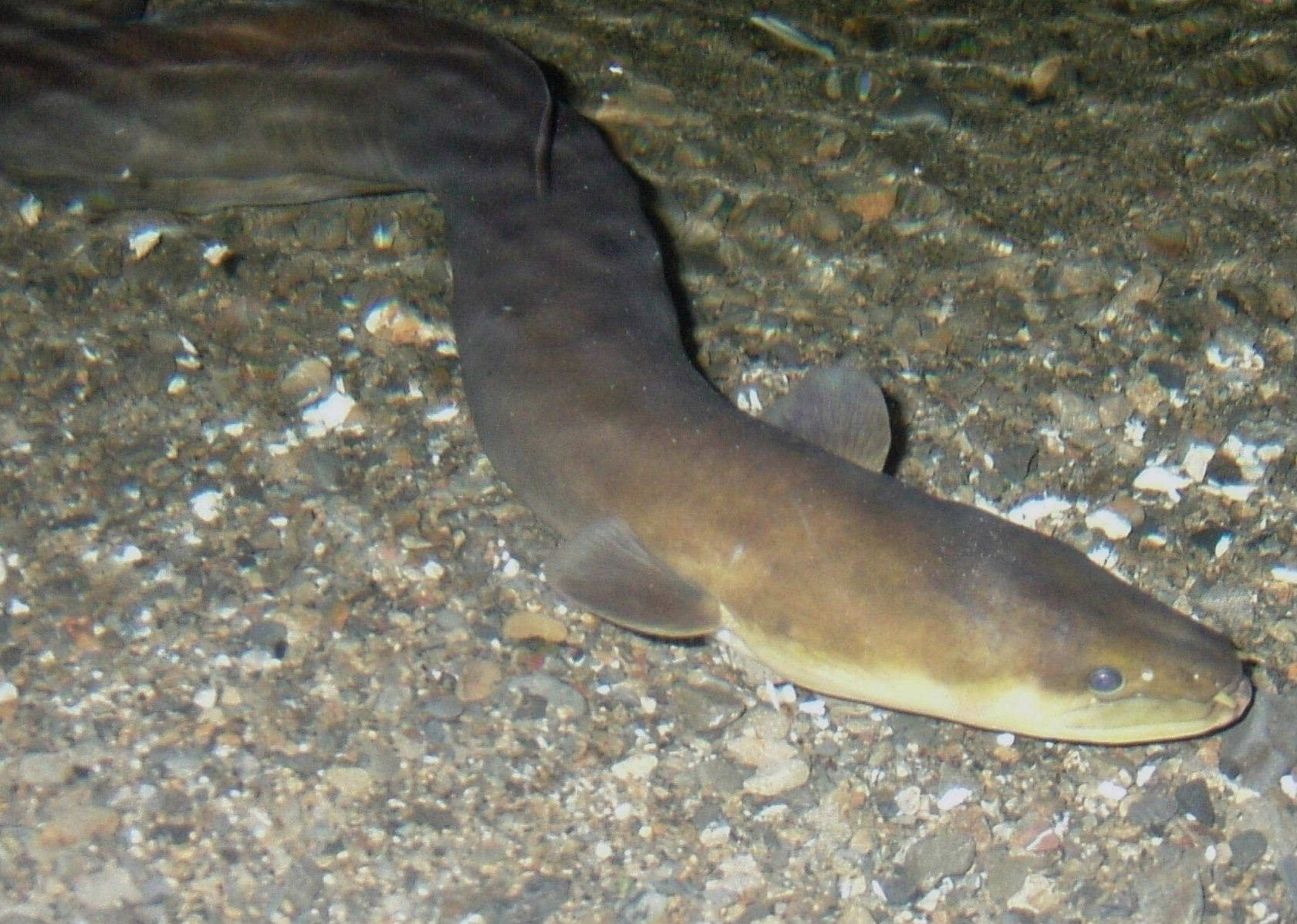
Neuseeländischer Langflossenaal

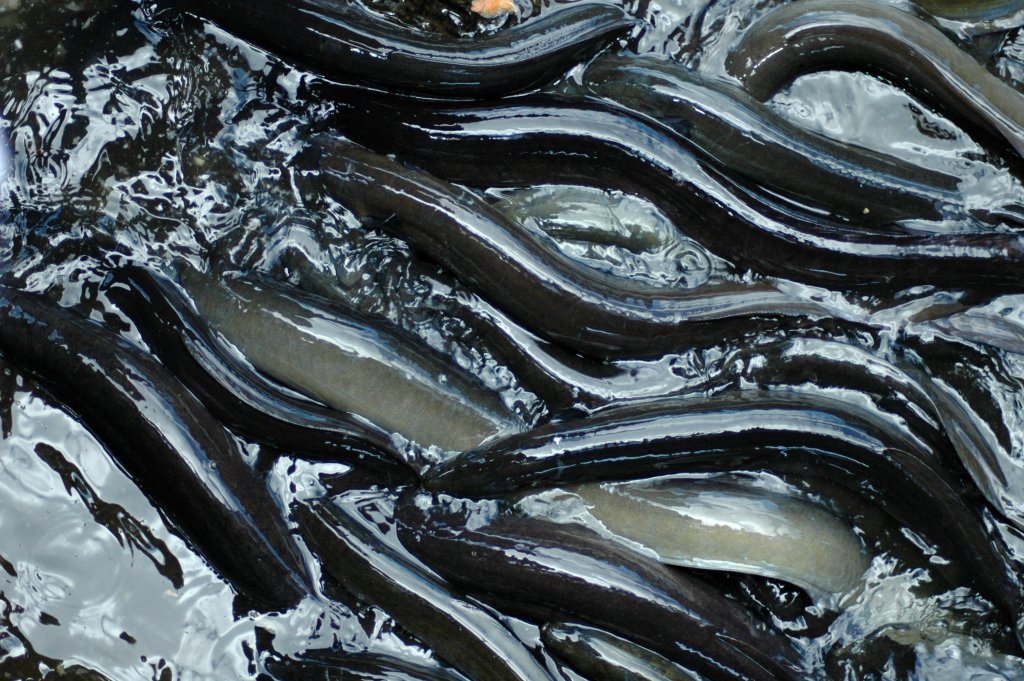
Mehrere Neuseeländischer Langflossenaale

Der Neuseeländische Langflossenaal (Anguilla dieffenbachii), englisch Longfinned Eel, ist eine der drei großen auf Neuseeland lebenden Aalarten. Die anderen beiden Spezies sind der Kurzflossen-Aal (Anguilla australis) und der vor kurzem eingeführte Australische Langflossenaal (Anguilla reinhardtii). Der Neuseeländische Langflossenaal gehört mit zu den längsten und mit einem Höchstalter von bis zu 100 Jahren zu den langlebigsten Aalarten der Welt.

## Vorkommen
Im Gegensatz zum Europäischen Aal bevorzugt der Neuseeländische Langflossenaal schnellfließende klare Bäche mit Steingrund. Anguilla dieffenbachii kommt endemisch nur auf Neuseeland und den  Chathaminseln zwischen den  Breitengraden 34°S – 47°S  vor. Neuseeländische Langflossenaale überwinden auf ihren Laichwanderungen große Distanzen von Tieflandgewässern bis zu Hochlandseen.

## Beschreibung
Der Neuseeländische Langflossenaal kann bis zu 180 cm  und über 25 Kilogramm schwer werden. Es existieren auch unbestätigte Berichte, in welchen von 2 Meter langen Tieren mit über 50 Kilogramm Lebendgewicht die Rede ist. Der schwerste bisher mit der Angelrute gefangene Neuseeländische Langflossenaal stammte aus dem Jahr 1981, wog 15 Kilogramm und wurde im Selwyn River gefangen. Die Aale haben eine dunkelgraue bis schwarze Körperfärbung. Sie unterscheiden sich von anderen Aalarten durch die Länge und Anordnung ihrer Dorsal- und Analflossen. Die Geschlechtsbestimmung der Tiere kann erst ab einer Länge von 450 Millimetern vorgenommen werden.

## Lebensweise
Anguilla dieffenbachii lebt wie viele andere Aalarten  katadrom. Die Fische leben im Süßwasser und wandern zum Laichen ins Meer. Diese Fortpflanzungsart führt aus populationsgenetischer Sicht zur Panmixie und zufälliger Allelverteilung. Neuseeländische Langflossenaale wachsen sehr langsam und können in Gefangenschaft eine Lebenszeit von 106 Jahren erreichen. Männliche und weibliche Tiere unterscheiden sich in Länge und Alter, sobald sie die Wanderungen zum Meer unternehmen. Männliche Tiere beginnen die Wanderung mit einem Durchschnittsalter von 23 Jahren (12–35 Jahre) und einer Durchschnittslänge von 666 Millimetern. Weibliche Tiere im Alter von 20 bis 60 Jahren und 1156 Millimetern Länge. Das durchschnittliche Wanderalter der Tiere variiert zwischen Nord- und Südinsel. Die Population der Nordinsel erreicht durch das jüngere Durchschnittsalter der Fische eine schnellere Generationszeit. Die Migration der Aale wird durch Temperatur, Wasserfluss und Lichtverhältnisse beeinflusst. Auch spielen Klimaphänomene wie El Niño eine Rolle. Man unterscheidet vier Phasen im Lebenszyklus des Neuseeländischen Langflossenaals, welche noch nicht vollständig verstanden sind. Adulte Exemplare verbergen sich häufig unter Uferaushöhlungen, Felsspalten oder verrottetem Pflanzenmaterial. Neuseeländische Langflossenaale sind Opportunisten bei der Nahrungsbeschaffung. Sie fressen unter anderem Insektenlarven und kleine Aale. Mit zunehmender Größe ernähren sie sich auch von Galaxien und Forellen. Hauptsächlich fressen sie Fische, kleine Wasservögel und Tierkadaver. Sie zeigen eine omnivore Ernährungsweise und orten ihre Beute mithilfe ihres stark entwickelten Geruchssinnes.

## Wirtschaftliche Bedeutung
Der Neuseeländische Langflossenaal ist eine wichtige Proteinquelle der Māori. Heutzutage wird er frisch verzehrt oder geräuchert.  Die kommerzielle Nutzung von Anguilla dieffenbachii begann in den 1960er Jahren und erreichte eine Jahresproduktion von 2.000 Tonnen. Seit 2000 wurde auf der Südinsel und 2004 auf der Nordinsel eine Fangbegrenzungsquote mit einer bestimmten erlaubten Fangmenge eingeführt. Fang und Export von Glasaalen wurde verboten. Lange Zeit wurde vergeblich versucht, A. dieffenbachii in Aquakulturen zu halten. Die letzte Farm musste 1982 schließen. Gründe für das Scheitern waren ökonomische Probleme (ein geringer Marktpreis rechtfertigte nicht die hohen Produktionskosten bei der Aalaufzucht), eine ungleichmäßige Belieferung mit Glasaalen und eine hohe Mortalität der Tiere. Im 21. Jahrhundert wurden aufgrund eines besseren Verständnisses der Biologie von A. dieffenbachii und der schwindenden Bestände des Europäischen Aals (Anguilla anguilla) Züchtungsbestrebungen wieder aufgenommen.

## Beziehung zu Menschen

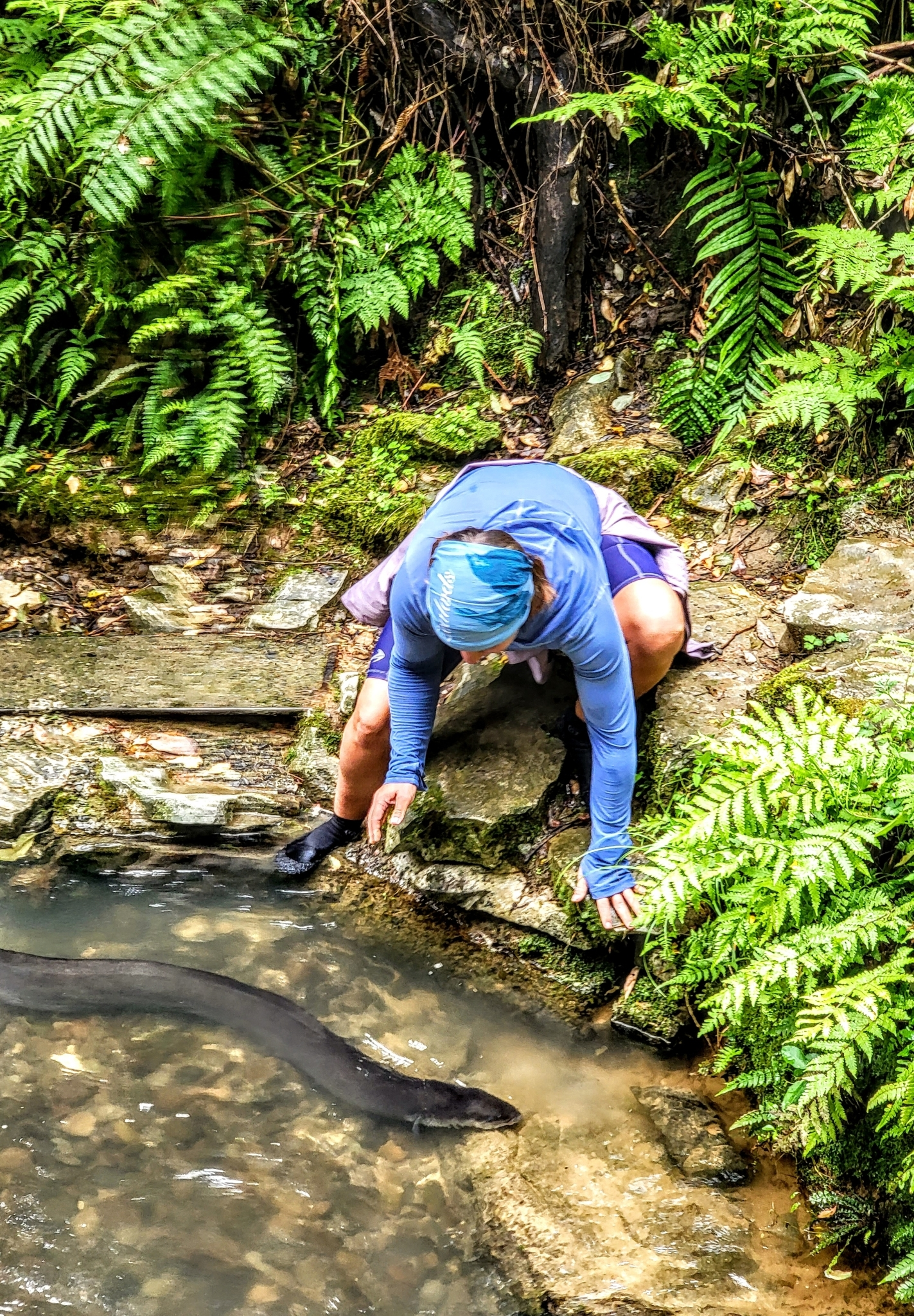
Beziehung zu Menschen

Anguilla dieffenbachii wurde von den Europäern erstmals von James Cook beschrieben. Die Māori, welche den Fisch Tuna oder Taniwha nennen, verehren den Neuseeländischen Langflossenaal in zahlreichen Mythen. Er hat in ihrer Mythologie die verschiedensten Bedeutungen als  Phallussymbol oder in einer Heldensage als Gegenspieler zu Māui. In einer Legende heißt es, Māui hätte Tuna im Bett mit seiner Frau gefunden während er schlief. Andere Geschichten berichten von einem Mädchen, welches von Tuna, welcher einst ihr Haustier war, in einem Quellbrunnen vergewaltigt wurde. Ein Dorfbewohner fing Tuna und schlug ihm den Kopf ab und ein Mädchen begrub ihn im Sand. Genau an dieser Stelle wuchs kurze Zeit später eine Kokospalme. Māui hätte Tuna in zwei Hälften geteilt. Aus der einen Hälfte wurden die Süßwasseraale und aus der anderen Salzwasseraale. Taniwha heißt in der Sprache der Maori „Wasserungeheuer“ oder „mächtige Person“. Einen Taniwha zu töten ist nach ihren Vorstellungen zu bestimmten Zeiten ein Tabubruch, der mit einem Fluch belegt ist. Teilweise werden die Fische von den Ureinwohnern Neuseelands in isolierten Teichen gehalten, wo sie täglich gefüttert werden und ein hohes Alter erreichen können. Die Maori begegnen den Tieren mit Respekt und Verehrung. Andere Tiere werden in frei zugänglichen Gumpen eines Baches oder Flusses gehalten, wo sie ungehindert ihre Laichwanderung aufnehmen können. Durch die regelmäßigen Fütterungen sind die Aale stark an den Menschen gewöhnt und haben ihre Scheu verloren. Gegenüber Menschen sind sie nicht aggressiv, nur bei der Fütterung mit der Hand kann es jedoch unabsichtlich zu Bissverletzungen kommen.